# 北方礦業
北方礦業股份有限公司，簡稱北方礦業股份，以及北方礦業（英語：North Mining Shares Company Limited，港交所：0433），在1998年12月24日，由瑞昌控股有限公司更名而來，而前身為「新萬泰控股有限公司」，而大股東是錢永偉，過去因大股東涉嫌誠信問題而退出主席職務。
現時在陝西省洛南縣、吉林省通化縣、黑龍江省經營鐵礦、黃金礦、鉬礦等開採、勘探等業務，除此之外，還經營物業管理業務，過往曾投資物業租賃和其他業務，也因為效益未能反映而終止。
現時總部位於香港灣仔港灣道26號華潤大廈36樓3609-10室，董事長及總裁為高源興。
2019年9月15日，北方礦業公布，上周一（8日）Natu Investment Manage 1向公司發出的清盤傳票，呈請將於下周三(24日)於高等法院進行聆訊。呈請針對公司未能結清債項逾1.7億元而提交，該等款項為公司被指稱結欠Natu的未償還金額。

## 連結
- NorthMining.com.hk（页面存档备份，存于）